# Stenocorus biformis
Stenocorus biformis là một loài bọ cánh cứng trong họ Cerambycidae.